# Ernesto Nazareth
Ernesto Júlio de Nazareth (20. března 1863 – 1. února 1934) byl brazilský hudební skladatel a klavírista. Známé jsou zejména jeho skladby inspirované lidovou hudbou komponované v žánrech jako maxixe (brazilské tango) a choro (třídílná brazilská rytmická instrumentální skladba, ovlivněná domorodou hudbou i evropskými tanci). Celkem se dochovalo 211 jeho skladeb, z toho 88 tang.